# Grues
Grues är en kommun i departementet Vendée i regionen Pays de la Loire i västra Frankrike. Kommunen ligger i kantonen Luçon som tillhör arrondissementet Fontenay-le-Comte. År 2022 hade Grues 910 invånare.

## Befolkningsutveckling
Antalet invånare i kommunen Grues
| Referens: INSEE |